# تفجيرات بغداد 18 فبراير 2007
في 18 فبراير 2007، انفجرت ثلاث سيارات مفخخة في مناطق ذات أغلبية شيعية في بغداد، مما أسفر عن مقتل 63 شخصاً على الأقل وإصابة أكثر من 120 آخرين. وكان من بين القتلى لاعب خط الوسط في نادي الصناعة إيهاب كريم.